# Taiji Nishitani
Taiji Nishitani (Japans: 西谷泰治 Nishitani Taiji; Saka, 1 februari 1981) is een Japans voormalig baan- en wegwielrenner die tussen 2006 en 2014 reed voor Aisan Racing Team. Na zijn actieve carrière werd hij ploegleider bij dezelfde ploeg.
Nishitani blonk vooral uit in de Ronde van Hokkaido. Hij was een baanrenner, maar reed ook achter de derny en op de weg. Bij de Aziatische Spelen van 2006 won Nishitani de zilveren medaille in de achtervolging op de baan.

## Palmares

### Op de baan
| Jaar      | JK        | AK                                                  | WK          | Overige                                             |
| Als elite | Als elite | Als elite                                           | Als elite   | Als elite                                           |
| --------- | --------- | --------------------------------------------------- | ----------- | --------------------------------------------------- |
| 2002      |           |                                                     |             | Aziatische Spelen: 10e puntenkoers                  |
| 2003      |           | ploegenachtervolging · puntenkoers                  |             |                                                     |
| 2004      |           | koppelkoers · ploegenachtervolging                  |             |                                                     |
| 2005      |           | ploegenachtervolging                                |             |                                                     |
| 2006      |           |                                                     | 17e scratch | Aziatische Spelen: · achtervolging · 7e koppelkoers |
| 2010      |           |                                                     |             | Aziatische Spelen: 8e puntenkoers 10e achtervolging |
| 2011      |           | koppelkoers · ploegenachtervolging · 4e puntenkoers |             |                                                     |
| 2012      |           | 7e omnium                                           | 19e omnium  |                                                     |

### Op de weg
2003
Proloog en 2e etappe Ronde van Hokkaido
2004
Proloog, 2e en 3e etappe Ronde van Hokkaido
2006
3e etappe Ronde van Hokkaido
Eindklassement Ronde van Hokkaido
2007
2e etappe Ronde van Hokkaido
6e en 8e etappe Ronde van de Zuid-Chinese Zee
2008
3e etappe Ronde van Oost-Java
2009
6e etappe Jelajah Malaysia
3e etappe deel B Ronde van Singkarak
 Japans kampioen op de weg, Elite
2010
4e etappe Ronde van Langkawi
Proloog Ronde van Hokkaido
2011
8e etappe Ronde van Taiwan
3e etappe Ronde van Kumano
2012
6e etappe Ronde van Japan
Puntenklassement Ronde van Japan
4e etappe Ronde van China I
2013
1e en 6e etappe Ronde van Japan
Puntenklassement Ronde van Oost-Java
2014
6e etappe Ronde van Thailand

## Resultaten in voornaamste wedstrijden
| Jaar | Japan Cup |  | WK op de weg |
| ---- | --------- |  | ------------ |
| 2006 | 16e       |  |              |
| 2007 | 7e        |  |              |
| 2008 | 10e       |  |              |
| 2009 | 12e       |  | opgave       |
| 2010 | 4e        |  |              |
| 2011 | Zilver    |  |              |
| 2012 | 12e       |  |              |
| 2013 | 8e        |  |              |
| 2014 | 22e       |  |              |

## Ploegen
- 2006 –  Aisan Racing Team
- 2007 –  Aisan Racing Team
- 2008 –  Aisan Racing Team
- 2009 –  Aisan Racing Team
- 2010 –  Aisan Racing Team
- 2011 –  Aisan Racing Team
- 2012 –  Aisan Racing Team
- 2013 –  Aisan Racing Team
- 2014 –  Aisan Racing Team